# Abd-ar-Rahim (nom)
Abd-ar-Rahim és un nom masculí teòfor àrab islàmic (àrab: عبد الرحيم, ʿAbd ar-Raḥīm) que literalment significa ‘Servidor del Misericordiós’, essent «el Misericordiós» un dels epítets de Déu. Si bé Abd-ar-Rahim és la transcripció normativa en català del nom en àrab clàssic, també se'l pot trobar transcrit Abdul Rahim, ‘Abdul Rahiem, Abdur Rahim, `Abd ar-Rahiem, Abdur-Rahim, Abdurrahim... normalment per influència de la pronunciació dialectal o seguint altres criteris de transliteració. Com a teòfor, també el duen molts musulmans no arabòfons que l'han adaptat a les característiques fòniques i gràfiques de la seva llengua: en bosnià, Abdurahim.
Vegeu aquí personatges i llocs que duen aquest nom.